# Stadium Village, Minneapolis
Stadium Village é uma área comercial de Minneapolis, Minnesota perto o campus "East Bank" (margem leste) da Universidade de Minessota.